# Michel Andrieux
Pour les articles homonymes, voir Andrieux.
Michel Andrieux, né le 28 avril 1967 à Bergerac, est un rameur d'aviron français. 
Champion olympique, il rame aux couleurs de Bordeaux à l'Émulation nautique de Bordeaux.

## Biographie
Rameur mondialement connu pour sa médaille d'or olympique, obtenue à la suite d'une course mythique lors des Jeux olympiques d'été de 2000, Michel Andrieux commence l'aviron à Bergerac. Puis il déménage à Bordeaux où il rame à l'ENB. En club ou à l'international, Michel va se créer l'un des plus grands palmarès français..
Il forme avec Jean-Christophe Rolland pendant plus de 10 ans le meilleur bateau de l'histoire de l'aviron français, devenant double champion du monde, d'abord en 1993 en quatre sans barreur puis en 1997 en deux sans barreur à Aiguebelette en France.
En 1998, il décide de prendre une année sabbatique. Puis, l'année suivante, il arrive à convaincre Jean-Christophe Rolland, qui avait envisagé de prendre sa retraite, de reprendre la compétition avec une médaille d'argent obtenue lors des Championnats du monde.
Mais le sommet de leur carrière se situe lors des Jeux olympiques d'été de 2000 où ils remportent la médaille d'or après un enlevage fantastique qui leur permet de dépasser leurs adversaires.  
Il est entraineur de l'Émulation Nautique de Bordeaux (ENB). Récemment, il a créé sa marque de bateau d'aviron Falcon Racing, spécialisée dans les bateaux de compétition de haut niveau.

## Palmarès
Michel Andrieux s'illustre dans diverses compétitions.

### Aviron aux Jeux olympiques
| Discipline     | Barcelone 1992 Espagne | Atlanta 1996 États-Unis             | Sydney 2000 Australie          |
| -------------- | ---------------------- | ----------------------------------- | ------------------------------ |
| Deux de pointe | 4e                     | Médaille de bronze, Jeux olympiques | Médaille d'or, Jeux olympiques |

- 4e en deux sans barreur à Barcelone (1992)
- médaille de bronze en deux de pointe sans barreur à Atlanta (1996)
- Médaille d'or en deux de pointe sans barreur à Sydney (2000)

### Championnats du monde d'aviron
| Discipline                    | Vienne 1991 Autriche | Račice 1993 République tchèque | Indianapolis 1994 États-Unis | Tampere 1995 Finlande     | Aiguebelette 1997 France | Saint Catharines 1999 Canada |
| ----------------------------- | -------------------- | ------------------------------ | ---------------------------- | ------------------------- | ------------------------ | ---------------------------- |
| Deux de pointe                |                      |                                |                              |                           | Médaille d'or, monde     | Médaille d'argent, monde     |
| Quatre de pointe sans barreur | 5e                   | Médaille d'or, monde           | Médaille d'argent, monde     | Médaille de bronze, monde |                          |                              |

### Titres mondiaux
- 5e en quatre de pointe sans barreur aux Championnats du monde d'aviron 1991 à Vienne
- Médaille d'or en quatre de pointe sans barreur aux Championnats du monde d'aviron 1993 à Račice
- Médaille d'argent en quatre de pointe sans barreur aux Championnats du monde d'aviron 1994 à Indianapolis
- Médaille de bronze en quatre de pointe sans barreur aux Championnats du monde d'aviron 1995 à Tampere
- Médaille d'or en deux de pointe sans barreur aux Championnats du monde d'aviron 1997 à Aiguebelette-le-Lac
- Médaille d'argent en deux de pointe sans barreur aux Championnats du monde d'aviron 1999 à Saint Catharines

### Championnats de France d'aviron
- Plusieurs titres en deux et quatre de pointe sans barreur.
- Médaille d'argent en quatre de pointe sans barreur aux championnats de France d'aviron 1978 à Mantes-la-Jolie
- 9 fois champions de France en deux sans barreur (vice-champion en 2001)
- 15 titre de champions de France

### Régates internationales prestigieuses
- Médaille d'or en quatre de pointe sans barreur à la régate royale de Henley en 1994

## Distinctions honorifiques
Michel Andrieux est :
- Chevalier de la Légion d'honneur ;
- Chevalier de l'ordre national du Mérite ;
- Médaille de la jeunesse, des sports et de l'engagement associatif, or.